# Tombe du Soldat inconnu (Cracovie)

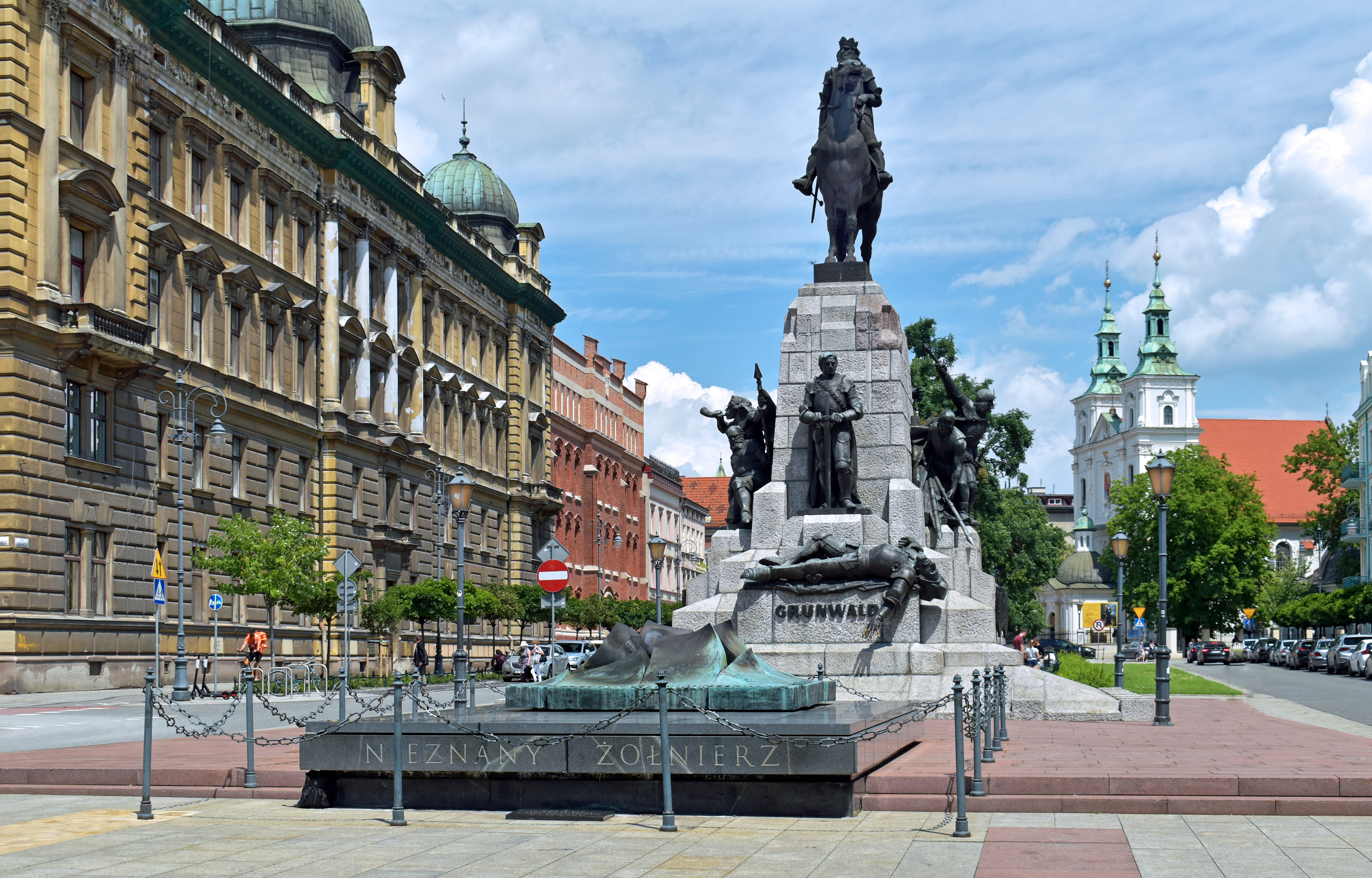
La tombe et monument commémoratif de la Bataille de Grunwald

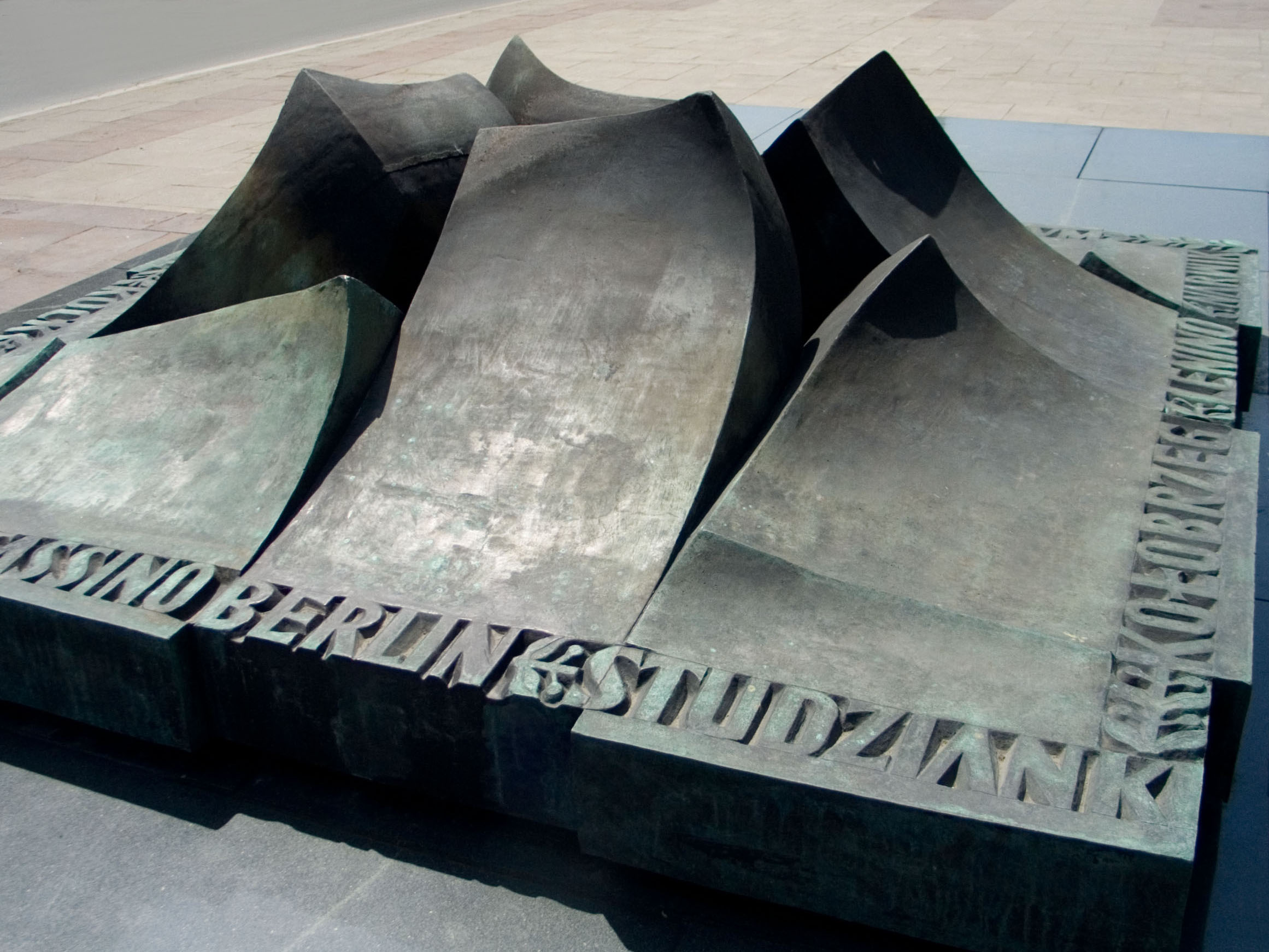
La tombe sur soldat inconnu

La tombe du soldat inconnu de Cracovie se trouve place Jana Matejki, aux abords de la vieille ville, au pied du monument commémoratif de la Bataille de Grunwald.
Deux autres tombes de soldat inconnu se trouvent l'une à Varsovie et l'autre à Łódź.